# Peter O'Neill
Peter O'Neill (13 de febrero de 1965) es un político de Papúa Nueva Guinea. Fue primer ministro de Papúa Nueva Guinea entre el 2 de agosto de 2011 –si bien mantuvo el puesto «en funciones» hasta el 3 de agosto de 2012, ante la disputa judicial de Michael Somare– y el 26 de mayo de 2019, fecha en que renunció. Lideró el Partido del Congreso Nacional del Pueblo (People's National Congress Party) y es diputado por la circunscripción de Ialibu-Pangia.

## Carrera política
Fue elegido diputado en 2002, pasando a ocupar varios ministerios en el gobierno de Somare hasta 2004.  En 2004 pasó a liderar la oposición aunque tres años después volvió al gobierno de Samore como ministro del Servicio Público. En 2011 Somare dejó el cargo por enfermedad pero O'Neill siguió ocupando un ministerio en el gobierno interino de Sam Abal.

### Elección como primer ministro y disputa legal
En agosto de 2011 se unió a la oposición para hacer caer al gobierno de Abal. El 2 de agosto el parlamento le eligió nuevo primer ministro por 70 votos a favor por 24 en contra en una votación organizada por sorpresa por la oposición. Tras la elección Abal anunció que tomaría medidas legales, al considerar que la renuncia de Somare no era efectiva y se trataría solo de una ausencia, por lo que no habría derecho legal para convocar una votación para elegir primer ministro.
La Corte Suprema consideró ilegal el 25 de abril de 2012 la elección de O'Neill y ordenó la reinstauración de Somare en el cargo. O'Neill intentó lograr una confirmación de su puesto por parte del gobernador Michael Ogio pero la policía le impidió acceder a la residencia del gobernador. En todo caso, el presidente del parlamento Jeffrey Nape rechazó cumplir la decisión de la Corte Suprema, declarando que O'Neill era el legítimo líder del país. La crisis política no se resolvió hasta la celebración de las elecciones de 2012 donde se eligió a un nuevo parlamento. El 3 de agosto de 2012 O'Neill fue ratificado en su cargo con el voto favorable de 94 diputados e incluso recibió el apoyo de Somare para desbloquear la situación política del país.

### Gobierno
Entre sus primeras medidas en agosto de 2011 destacó la destitución de Glen Blake, director de la empresa pública Independence Public Business Corporation, por conducta poco ejemplar, queriendo restaurar la confianza en la empresa al haberla dejado los anteriores gobiernos actuar con un gran "velo de secreto". También en agosto anunció la instauración de un nuevo día festivo, el día del Arrepentimiento concedido a un "grupo de iglesias" para que se celebraran ceremonias de rezo por todo el país. En julio de 2013 firmó un acuerdo con el gobierno australiano liderado por Kevin Rudd comprometiéndose a acoger en campos especiales hasta tomar una decisión sobre su asilo a todos los inmigrantes que intentasen llegar por vía marítima a Australia, a cambio de inversiones para pagar esos campos además de otras inversiones en sanidad y educación. Según el acuerdo los demandantes de asilo que sean aceptados no pasarían a Australia, sino que serían reubicados en Papúa Nueva Guinea.
En 2014 desmanteló un grupo policial contra la corrupción que lo había acusado de malversación de fondos, nombrando una nueva cúpula policial que dejó el caso en suspenso.  Pese al escándalo su partido fue el más votado en las elecciones de 2017 y fue reelegido primer ministro por el Parlamento con 60 votos a favor y 46 en contra.
El 26 de mayo de 2019 renunció al cargo, siendo sucedido por James Marape.